# Sarritor leptorhynchus
Sarritor leptorhynchus is een straalvinnige vissensoort uit de familie van harnasmannen (Agonidae). De wetenschappelijke naam van de soort is voor het eerst geldig gepubliceerd in 1896 door Gilbert.